# Cholet-Pays de Loire 2008
La Cholet-Pays de Loire 2008, trentunesima edizione della corsa e valida come evento dell'UCI Europe Tour 2008 categoria 1.1, si svolse il 23 marzo 2008 su un percorso di 200  km. Fu vinta dall'estone Janek Tombak che giunse al traguardo con il tempo di 4h44'37", alla media di 42,162  km/h.
Al traguardo 63 ciclisti tagliarono il traguardo.

## Ordine d'arrivo (Top 10)
| Pos. | Corridore             | Squadra         | Tempo    |
| ---- | --------------------- | --------------- | -------- |
| 1    | Janek Tombak          | Mitsubishi      | 4h44'37" |
| 2    | Bert De Waele         | Landbouwkrediet | s.t.     |
| 3    | Emilien Benoit Bergès | Agritubel       | s.t.     |
| 4    | Nicolas Vogondy       | Agritubel       | a 12"    |
| 5    | Jérôme Pineau         | Bouygues Tél.   | s.t.     |
| 6    | Yannick Talabardon    | Crédit Agricole | a 14"    |
| 7    | Jimmy Casper          | Agritubel       | a 18"    |
| 8    | Mathieu Drujon        | C. d'Epargne    | s.t.     |
| 9    | Stéphane Bonsergent   | Bretagne        | s.t.     |
| 10   | Jean-Luc Delpech      | Bretagne        | s.t.     |